# Relazioni internazionali tra le Grandi potenze (1814-1919)
Questa voce copre la diplomazia mondiale e, più in generale, le relazioni internazionali delle principali potenze dal 1814 al 1919. Le relazioni internazionali dei paesi minori sono trattate nei loro rispettivi articoli di storia. Questa era copre il periodo che va dalla fine delle guerre napoleoniche e del congresso di Vienna (1814-1815), fino alla fine della prima guerra mondiale e alla conferenza di pace di Parigi.
Temi importanti includono la rapida industrializzazione e il crescente potere di Gran Bretagna, Francia e Prussia / Germania e, più avanti, di Stati Uniti e Giappone. Ciò portò a una gara imperialista e colonialista per esercitare influenza e potere in tutto il mondo, come nel caso della spartizione dell'Africa negli anni 1880 e 1890. I riverberi sono ancora diffusi e significativi nel 21º secolo. La Gran Bretagna istituì una rete economica informale che, combinata con le sue colonie e la sua Royal Navy, ne fece la nazione egemonica fino a quando il suo potere non fu sfidato dalla Germania unita. Fu un secolo in gran parte pacifico, senza maggiori guerre tra le grandi potenze, a parte l'intervallo 1854-1871, e alcune guerre minori tra la Russia e l'Impero ottomano. Dopo il 1900 ci furono una serie di guerre nella regione dei Balcani, che furono il combustibile dell'esplosione senza controllo nella prima guerra mondiale (1914-1918) - un evento enormemente devastante che fu inaspettato in termini di tempistica, durata, vittime e impatto a lungo termine.
Nel 1814 i diplomatici riconobbero cinque grandi potenze: Francia, Gran Bretagna, Russia, Austria (nel periodo 1867-1918, Austria–Ungheria) e Prussia (dal 1871 l'Impero tedesco). L'Italia fu aggiunta a questo gruppo dopo la sua unificazione e, alla vigilia della prima guerra mondiale, c'erano due blocchi importanti in Europa: la Triplice Intesa formata da Francia, Gran Bretagna e Russia e la Tripla Alleanza formata da Germania, Italia e Austria-Ungheria.
Paesi Bassi, Belgio, Lussemburgo, Danimarca, Svezia, Norvegia, Grecia, Portogallo, Spagna e Svizzera erano potenze minori. La Romania, la Bulgaria, la Serbia, il Montenegro e l'Albania hanno inizialmente operato come vassalli autonomi perché facevano ancora parte legalmente dell'impero ottomano in declino, impero che potrebbe a sua volte essere incluso tra le maggiori potenze. Nel 1905 due stati extraeuropei in rapida crescita, il Giappone e gli Stati Uniti, si unirono alle Grandi Potenze. La Grande Guerra ha inaspettatamente messo a dura prova le loro capacità militari, diplomatiche, sociali ed economiche. Germania, Austria–Ungheria e l'impero ottomano furono sconfitti; La Germania perse il suo grande status di potere e gli altri furono suddivisi in stati più piccoli. I vincitori Gran Bretagna, Francia, Italia e Giappone ottennero posti permanenti nel consiglio direttivo della nuova Società delle Nazioni. Gli Stati Uniti, destinati ad essere il quinto membro permanente, decisero di operare in modo indipendente e non si unirono mai alla Lega.

## 1814–1830: La Restaurazione e reazione

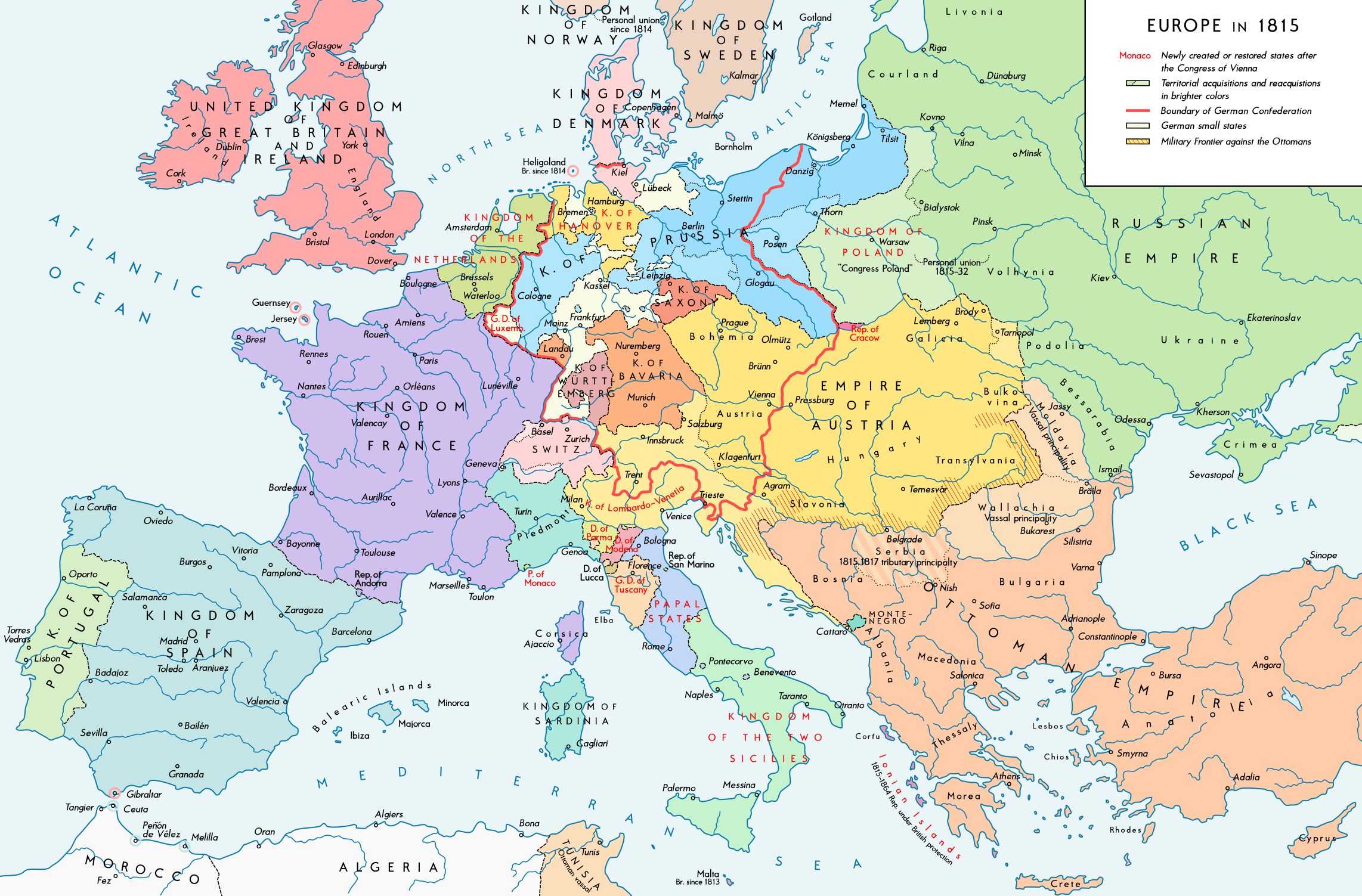

Quando le quattro maggiori potenze europee (Gran Bretagna, Prussia, Russia e Austria) che si opponevano all'impero francese nelle guerre napoleoniche videro il crollo del potere di Napoleone nel 1814, iniziarono a pianificare il mondo postbellico. Il trattato di Chaumont del marzo 1814 ribadì le decisioni che erano già state prese e che sarebbero state ratificate dal più importante congresso di Vienna del 1814-1815. Includevano l'istituzione di una Germania confederata comprendente sia l'Austria che la Prussia (più le terre ceche), la divisione dei protettorati francesi e le annessioni in stati indipendenti, il restauro dei re borbonici di Spagna, l'allargamento dei Paesi Bassi per includere ciò che nel 1830 divenne il Belgio moderno e la continuazione dei sussidi britannici ai suoi alleati. Il Trattato di Chaumont unì le potenze per sconfiggere Napoleone e divenne la pietra angolare del Concerto d'Europa, che costituì l'equilibrio di potere per i successivi due decenni.
Un obiettivo della diplomazia durante tutto il periodo fu quello di raggiungere un "equilibrio di potere", in modo che nessuno dei poteri fosse dominante. Se un potere avesse ottenuto un vantaggio, ad esempio vincendo una guerra e acquisendo un nuovo territorio, i suoi rivali avrebbero potuto chiedere un "risarcimento", vale a dire guadagni territoriali o di altro tipo, anche se in primo luogo non avessero fatto parte della guerra. Lo spettatore avrebbe potuto arrabbiarsi se il vincitore della guerra non avesse fornito un compenso ritenuto sufficiente. Ad esempio, nel 1866, la Prussia con il sostegno degli Stati della Germania settentrionale sconfissero l'Austria e i suoi alleati della Germania meridionale, ma la Francia si arrabbiò per non aver ricevuto alcun compenso per equilibrare i guadagni prussiani.

## 1830-1850
La Gran Bretagna continuò a essere la maggiore potenza, seguita da Russia, Francia, Prussia e Austria. Gli Stati Uniti stavano crescendo rapidamente in termini di dimensioni, popolazione e forza economica, soprattutto dopo aver sconfitto il Messico nel 1848. Altrimenti evitava i conflitti internazionali poiché la questione della schiavitù stava diventando sempre più divisiva.
La guerra di Crimea (1853-1856) fu la guerra più importante, soprattutto perché interruppe la stabilità del sistema. La Gran Bretagna rafforzò il suo sistema coloniale, specialmente in India, mentre la Francia ricostruì il suo impero in Asia e Nord Africa. La Russia ha continuato la sua espansione a sud (verso la Persia) e ad est (in Siberia). L'impero ottomano si indebolì ulteriormente, perdendo il controllo in alcune parti dei Balcani verso i nuovi stati di Grecia e Serbia.
Nel trattato di Londra, firmato nel 1839, le Grandi Potenze garantivano la neutralità del Belgio. La Germania lo definì un "pezzo di carta" e lo violò nel 1914 con un'invasione, per la quale la Gran Bretagna dichiarò guerra alla Germania.

## 1860–1871: nazionalismo e unificazione
La forza del nazionalismo crebbe drammaticamente all'inizio e alla metà del XIX secolo. Comportò una realizzazione culturale dell'identità culturale tra le persone che condividevano la stessa lingua e il medesimo patrimonio religioso. Era forte nei paesi affermati ed è stata una forza potente per chiedere maggiore indipendenza utilizzata dai popoli germani, irlandesi, italiani, greci e popoli slavi dell'Europa sud-orientale. Il forte senso di nazionalismo crebbe anche nelle nazioni indipendenti, come la Gran Bretagna e la Francia.

## 1871: l'anno della transizione

### Mantenere la pace

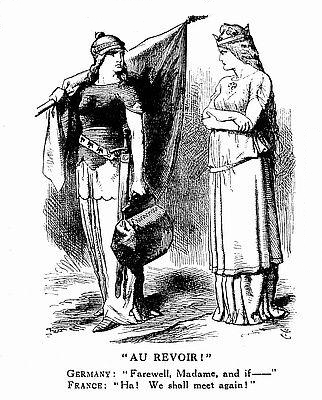
John Tenniel: Au Revoir!, Punch 6 agosto 1881

Dopo quindici anni di guerra in Crimea, l'Europa iniziò un periodo di pace nel 1871. Con la fondazione dell'Impero tedesco e la firma del Trattato di Francoforte (10 maggio 1871), Otto von Bismarck si distinse come figura decisiva nella storia europea dal 1871 al 1890. Mantenne il controllo sulla Prussia e sulle politiche estere e interne del nuovo impero tedesco. Bismarck aveva costruito la sua reputazione di guerriero, ma rapidamente mutò in un pacificatore. Usò abilmente la diplomazia dell'equilibrio di potere per mantenere la posizione della Germania in un'Europa che, nonostante molte controversie e minacce di guerra, rimase in pace. Per lo storico Eric Hobsbawm, fu Bismarck che "rimase indiscusso campione del mondo nel gioco degli scacchi diplomatici multilaterali per quasi venti anni dopo il 1871, [e] si dedicò esclusivamente e con successo a mantenere la pace tra le potenze".
L'errore principale di Bismarck fu quello di arrendersi all'esercito e all'intensa domanda pubblica in Germania di acquisizione delle province di confine dell'Alsazia e della Lorena, trasformando così la Francia in un nemico permanente e di grande importanza (vedi ostilità franco-tedesca). Theodore Zeldin afferma: "La vendetta e il recupero dell'Alsazia-Lorena sono diventati il principale oggetto della politica francese per i successivi quarant'anni. Che la Germania fosse nemica della Francia divenne il fatto fondamentale delle relazioni internazionali." La soluzione di Bismarck fu di rendere la Francia una nazione paria, sostenendo i reali e ridicolizzando il suo nuovo status repubblicano e costruendo complesse alleanze con le altre maggiori potenze - Austria, Russia e Gran Bretagna - per mantenere la Francia isolata diplomaticamente. Un elemento chiave era la Lega dei Tre Imperatori, in cui Bismarck riunì i governanti a Berlino, Vienna e San Pietroburgo per garantirsi reciprocamente la sicurezza, mentre bloccava la Francia; durò dal 1881 al 1887.

## Imperialismo

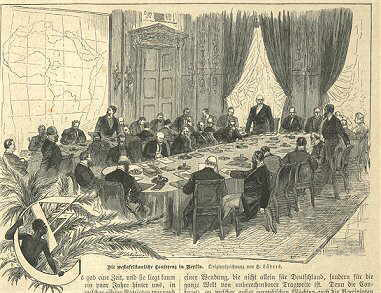
La conferenza di Berlino (1884) presieduta dal cancelliere tedesco Otto von Bismarck regolò l'imperialismo europeo in Africa.

La maggior parte delle maggiori potenze (e alcune minori come Belgio, Paesi Bassi e Danimarca) erano impegnate nell'imperialismo, costruendo i loro imperi d'oltremare soprattutto in Africa e in Asia. Sebbene vi fossero numerose insurrezioni, gli storici contano solo poche guerre, ed erano su piccola scala: due guerre anglo-boere (1880–1881 e 1899–1902), la guerra sino-giapponese (1894–1895), la prima guerra italo-etiope (1895–1896), la guerra ispano-americana (1898) e la guerra italo-ottomana (1911). La più grande fu la guerra russo-giapponese del 1905, l'unica in cui due potenze maggiori si combatterono.
Tra i principali imperi dal 1875 al 1914, gli storici valutano un record misto in termini di redditività. L'ipotesi era che le colonie avrebbero fornito un eccellente mercato vincolato per la manifattura. A parte l'India, questo era raramente vero. Entro il 1890, gli imperialisti ottennero benefici economici principalmente nella produzione di materie prime economiche per alimentare il settore manifatturiero nazionale. Nel complesso, la Gran Bretagna ha beneficiato bene dell'India, ma non della maggior parte del resto del suo impero. I Paesi Bassi hanno fatto molto bene nelle Indie orientali. La Germania e l'Italia ottennero pochissimi scambi o materie prime dai loro imperi. La Francia ha fatto leggermente meglio. Il Congo belga era notoriamente redditizio in quanto era una piantagione di gomma ed era gestito dal re Leopoldo II come un'impresa privata. Tuttavia lo scandalo riguardante i maltrattamenti sulla forza lavoro, portò, nel 1908, la comunità internazionale a costringere il governo belga a occuparsene, rendendo la piantagione molto meno redditizia. Le Filippine costarono agli Stati Uniti molto più del previsto.
La popolazione coloniale mondiale al tempo della prima guerra mondiale ammontava a circa 560 milioni di persone, di cui il 70,0% era di dominio britannico, il 10,0% in francese, l'8,6% in olandese, il 3,9% in giapponese, il 2,2% in tedesco, il 2,1% in americano, 1,6% in portoghese, 1,2% in belga e metà dell'1% in possedimenti italiani. I domini domestici delle potenze coloniali avevano una popolazione totale di circa 370 milioni di persone.

## La questione orientale

Storia politica dei Balcani

La questione orientale dal 1870 al 1914 era il rischio imminente di una disintegrazione dell'Impero ottomano; spesso chiamato "il malato d'Europa". L'attenzione si è concentrata sull'aumento del nazionalismo tra l'etnia cristiana nei Balcani, in particolare come sostenuto dalla Serbia. Esisteva un rischio elevato che avrebbe comportato importanti scontri tra Austria-Ungheria e Russia e tra Russia e Gran Bretagna. La Russia voleva soprattutto il controllo di Costantinopoli nello stretto che collega il Mar Nero con il Mediterraneo. La politica britannica era stata a lungo a sostegno dell'Impero ottomano contro l'espansione russa. Tuttavia, nel 1876 William Gladstone aggiunse una nuova dimensione che intensificò il conflitto enfatizzando le atrocità ottomane contro i cristiani in Bulgaria. Le atrocità - oltre agli attacchi ottomani agli armeni e agli attacchi russi agli ebrei - attirarono l'attenzione pubblica di tutta l'Europa e diminuirono la possibilità di tranquille concessioni.

## L'arrivo della guerra mondiale

Allineamenti diplomatici europei poco prima della guerra

Le principali cause della prima guerra mondiale, scoppiata inaspettatamente nell'Europa centrale nell'estate del 1914, includevano molti fattori, come i conflitti e l'ostilità dei quattro decenni che precedettero la guerra. Il militarismo, le alleanze, l'imperialismo e il nazionalismo etnico hanno avuto ruoli importanti. Tuttavia le origini immediate della guerra risiedevano nelle decisioni prese dagli statisti e dai generali durante la crisi del 1914, che fu provocata dall'assassinio dell'arciduca Francesco Ferdinando (l'arciduca d'Austria Ungheria) da un'organizzazione segreta serba, la Mano Nera.
Entro il 1870 o 1880 tutte le maggiori potenze si stavano preparando per una guerra su larga scala, sebbene nessuno se ne aspettasse una. La Gran Bretagna si concentrò sulla costruzione della sua Royal Navy, già più forte delle successive due marine messe insieme. Germania, Francia, Austria, Italia e Russia, e alcuni paesi più piccoli, istituirono sistemi di coscrizione in base ai quali i giovani avrebbero prestato servizio da 1 a 3 anni nell'esercito, per poi passare i successivi 20 anni nelle riserve con un addestramento annuale. Uomini di livello sociale superiore divenivano ufficiali.
Ogni paese ha ideato un sistema di mobilitazione in base al quale le riserve potevano essere richiamate rapidamente e inviate nei punti chiave con la ferrovia. Ogni anno i piani venivano aggiornati e ampliati in termini di complessità. Ogni paese accumulò armi e provviste per un esercito dell'ordine di milioni.
La Germania nel 1874 aveva un esercito professionale regolare di 420.000 con ulteriori 1,3 milioni di riserve. Nel 1897 l'esercito regolare era di 545.000 soldati e le riserve 3,4 milioni. I francesi nel 1897 avevano 3,4 milioni di riservisti, Austria 2,6 milioni e Russia 4,0 milioni. I vari piani di guerra nazionali erano stati perfezionati nel 1914, anche se la Russia e l'Austria erano in ritardo. Tutti i piani prevedevano un momento decisivo e una breve guerra.

## La grande guerra

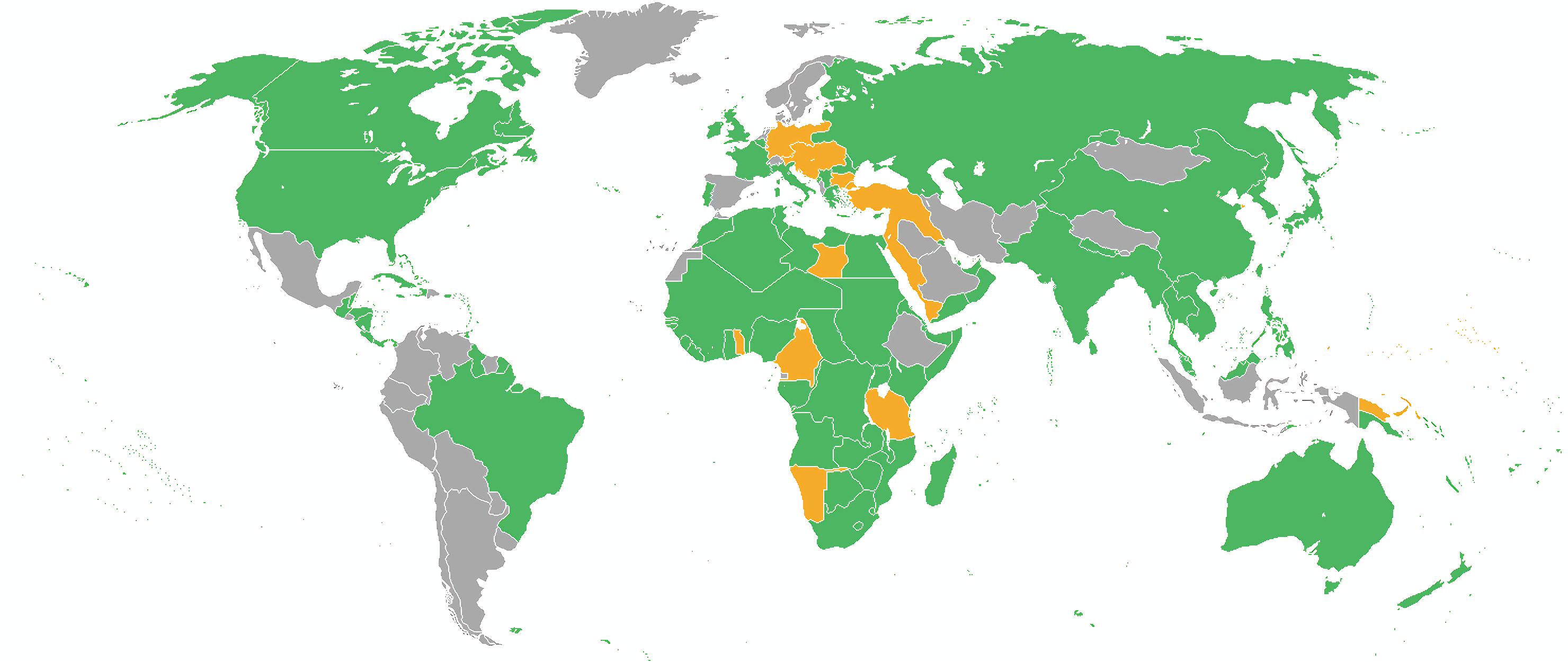
I partecipanti alla prima guerra mondiale. Quelli che combattono a fianco degli Alleati sono in verde, le Potenze centrali in arancione e paesi neutrali in grigio.

La prima guerra mondiale fu un conflitto globale che durò dal 1914 al 1918. Vide le potenze centrali (Germania e Austria-Ungheria, in seguito unite dall'Impero ottomano e dalla Bulgaria), che combattevano le potenze "Intesa" o "Alleate", guidate da Gran Bretagna, Russia e Francia dal 1914, a cui in seguito si unirono l'Italia in 1915 e altri paesi come la Romania nel 1916. Gli Stati Uniti, inizialmente neutrali, tentarono di mediare un accordo ma nell'aprile 1917 dichiararono guerra alla Germania. Gli Stati Uniti cooperarono con gli Alleati ma non si unirono formalmente a loro, e negoziarono la pace separatamente. Nonostante avessero sconfitto la Romania nel 1916 e la Russia nel marzo 1918, le Potenze centrali crollarono nel novembre 1918; e la Germania accettò un "armistizio" che in pratica era una resa totale. Gran parte degli sforzi diplomatici delle principali potenze era orientata a spingere i paesi neutrali nell'alleanza con le promesse di ricchi premi territoriali. Gran Bretagna, Stati Uniti e Germania spesero ingenti somme per finanziare i loro alleati. Le campagne di propaganda per mantenere il morale alto a casa e minare il morale nel campo nemico, specialmente tra le minoranze, erano una priorità per le maggiori potenze. Si impegnarono anche nella sovversione, sovvenzionando gruppi politici che tentavano di rovesciare il regime nemico, come fecero i bolscevichi in Russia nel 1917. Entrambe le parti hanno stretto accordi segreti con i neutrali per indurli a unirsi alla guerra in cambio di una fetta di territorio nemico dopo la vittoria. Alcune terre furono promesse a diverse nazioni, quindi alcune promesse dovettero essere infrante. Ciò lasciò eredità amare permanenti, soprattutto in Italia. Incolpando la guerra in parte sui trattati segreti, il presidente Wilson ha chiesto nei suoi quattordici punti "alleanze aperte, arrivate apertamente".

## Conferenza di pace di Parigi e trattato di Versailles del 1919

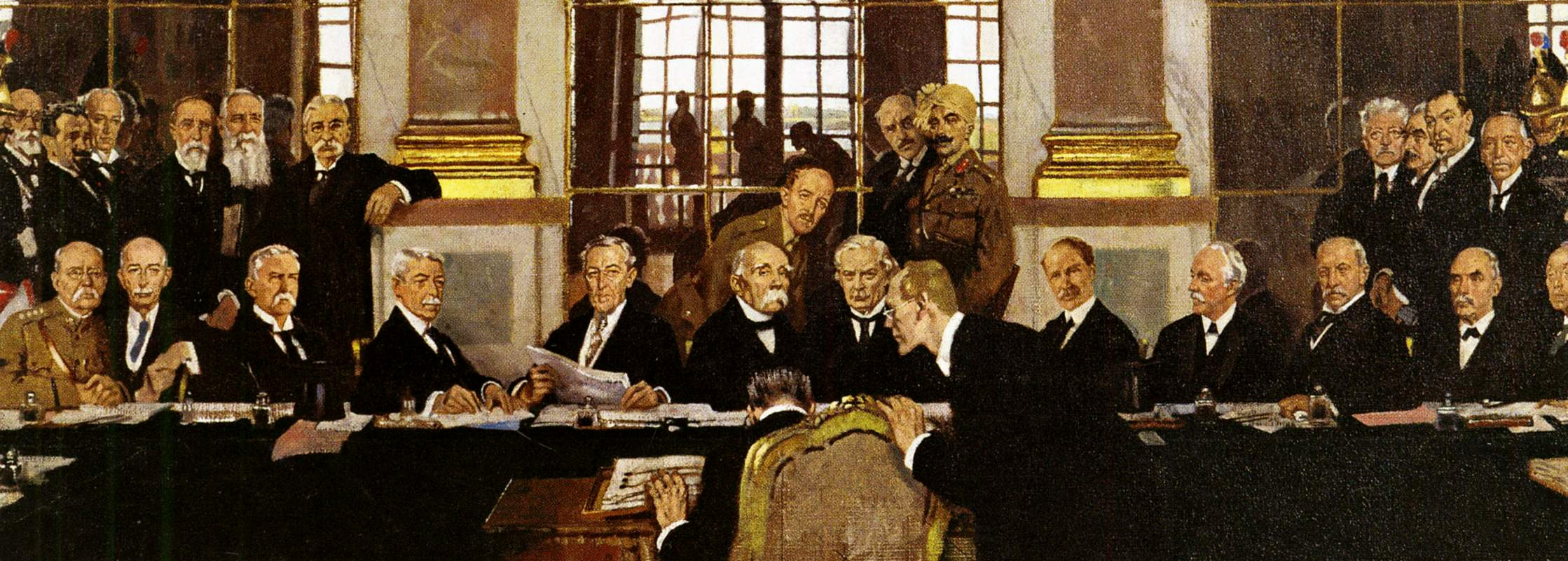
Dettaglio del dipinto di William Orpen La firma della pace nella Sala degli Specchi, che mostra la firma del trattato di pace da parte di un funzionario tedesco di fronte ai rappresentanti delle potenze vincitrici

La guerra mondiale fu risolta dai vincitori alla Conferenza di pace di Parigi del 1919. 27 nazioni inviarono delegazioni e c'erano molti gruppi non governativi, ma i poteri sconfitti non furono invitati.
I "Big Four" erano il presidente degli Stati Uniti Woodrow Wilson, il primo ministro David Lloyd George della Gran Bretagna, Georges Clemenceau della Francia e il primo ministro italiano Vittorio Orlando. Si incontrarono in modo informale 145 volte e presero tutte le decisioni più importanti, che a loro volta sono state ratificate dagli altri.
Le principali decisioni furono la creazione della Società delle Nazioni; i cinque trattati di pace con i nemici sconfitti (in particolare il trattato di Versailles con la Germania); pesanti riparazioni imposte alla Germania; l'assegnazione dei possedimenti d'oltremare tedeschi e ottomani come "mandati", principalmente a Gran Bretagna e Francia; e il disegno di nuovi confini nazionali (a volte con plebisciti) per riflettere meglio le forze del nazionalismo. Nella "clausola di colpa" (sezione 231), la guerra è stata incolpata di "aggressione da parte della Germania e dei suoi alleati". La Germania pagò solo una piccola parte delle riparazioni prima che fossero sospese nel 1931.

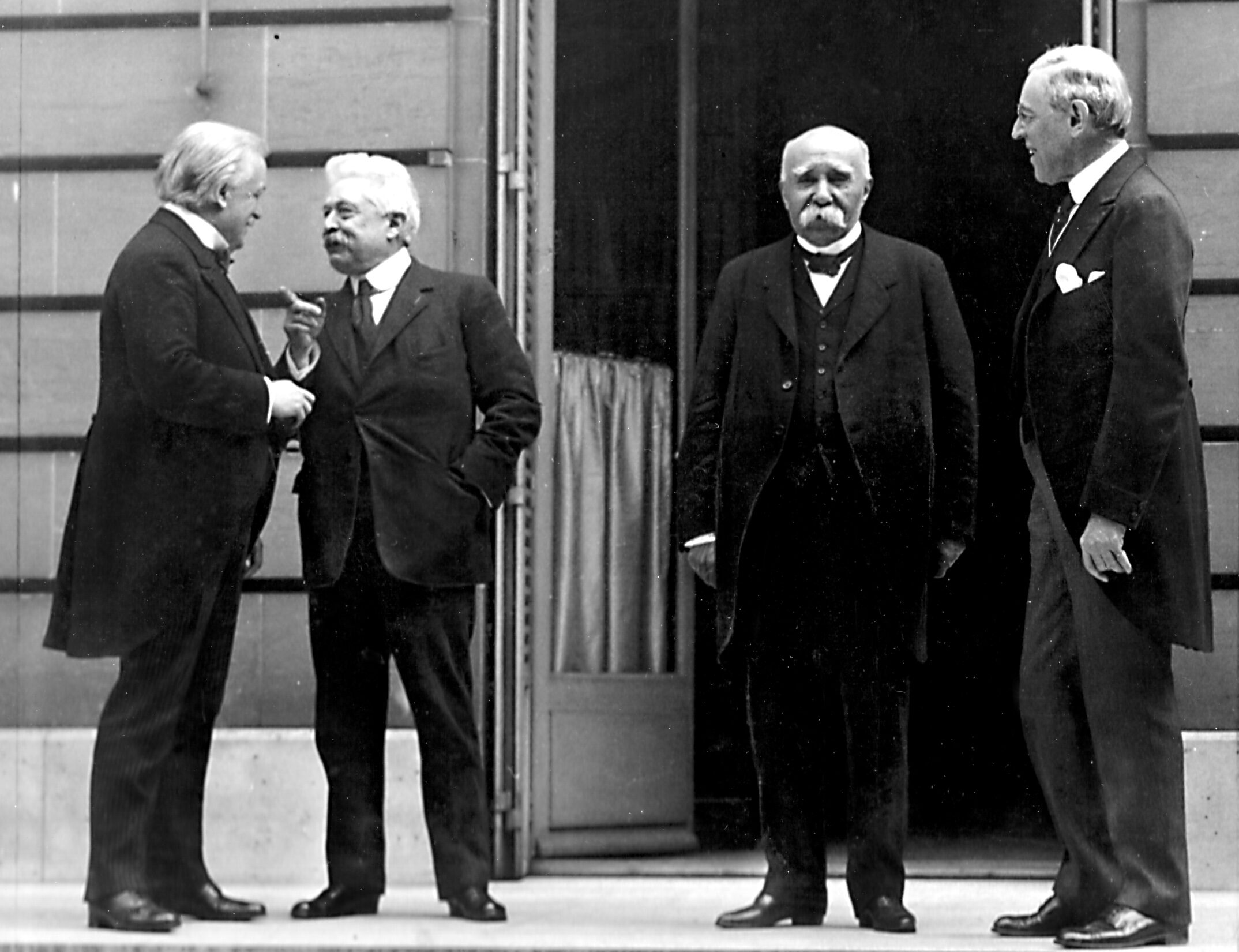
I "Big Four" alla Conferenza di pace di Parigi del 1919 : David Lloyd George, Vittorio Emanuele Orlando, Georges Clemenceau e Woodrow Wilson